# V tumane
V tumane (russisk: В тумане) er en spillefilm fra 2012 af Sergej Loznitsa.

## Medvirkende
- Vladimir Svirskij som Susjenya
- Vladislav Abasjin som Burov
- Sergej Kolesov som Voitik
- Julija Peresild som Anelja
- Nadezjda Markina